# ماريو كارت وي
ماريو كارت وي (マリオカートWii) هي لعبة فيديو سباقات طورتها ونشرتها شركة نينتندو لمنصة وي. هي الإصدار السادس من سلسلة ماريو كارت، وقد أُصدرت عالميًا في أبريل 2008.

## وصلات خارجية
- ماريو كارت وي على موقع IMDb (الإنجليزية)

- الموقع الرسمي